# Gladys des Plaines
Gladys des Plaines född 9 juli 2016, är en fransk varmblodig travhäst som tränades av Gilles Curens och reds av Mathieu Mottier.
Hon började tävla i november 2018 och inledde med att galopper för att sedan ta sin första seger i tredje starten. Hon red in 683 245 euro på 48 starter, varav 10 segrar och 5 andraplatser samt 3 tredjeplatser. Karriärens största segrar kom i Prix du Président de la République (2020) och Prix de Normandie (2021).
Hon har även segrat i Prix Legoux-Longpre (2020), Prix Olry-Roederer (2020), Prix Philippe du Rozier (2020), Prix Leon Tacquet (2020), Prix Émile Riotteau (2021) och Prix Victor Cavey (2021) och hon har även kommit på andraplats i Prix Phact (2019), Prix Urgent (2019), Prix Raoul Ballière (2019), Prix Legoux-Longpre (2021) och Prix Joseph Lafosse (2021) och kommit på tredjeplats i Prix de Vincennes (2019) och Prix de Pardieu (2020).

## Statistik
| Statistik för Gladys des Plaines (Ref.) | Statistik för Gladys des Plaines (Ref.) | Statistik för Gladys des Plaines (Ref.) | Statistik för Gladys des Plaines (Ref.) | Statistik för Gladys des Plaines (Ref.) | Statistik för Gladys des Plaines (Ref.) |
| --------------------------------------- | --------------------------------------- | --------------------------------------- | --------------------------------------- | --------------------------------------- | --------------------------------------- |
| Starter                                 | Placeringar                             | Startprissumma                          | Segerprocent                            | Platsprocent                            | Rekord                                  |
| 48                                      | 10-5-3                                  | 683 245 euro                            | 21 %                                    | 38 %                                    | 1.11,3ak,                               |

### Större segrar
| År   | Lopp                               | Kusk            | Vinstbelopp | Grupp   |
| ---- | ---------------------------------- | --------------- | ----------- | ------- |
| 2020 | Prix du Président de la République | Mathieu Mottier | 76 500 EUR  | Grupp 1 |
| 2020 | Prix Legoux-Longpre                | Mathieu Mottier | 31 500 EUR  | Grupp 3 |
| 2020 | Prix Olry-Roederer                 | Mathieu Mottier | 31 500 EUR  | Grupp 3 |
| 2020 | Prix Philippe du Rozier            | Mathieu Mottier | 38 250 EUR  | Grupp 2 |
| 2020 | Prix Leon Tacquet                  | Mathieu Mottier | 31 500 EUR  | Grupp 3 |
| 2021 | Prix Émile Riotteau                | Mathieu Mottier | 45 000 EUR  | Grupp 2 |
| 2021 | Prix Victor Cavey                  | Mathieu Mottier | 45 000 EUR  | Grupp 2 |
| 2021 | Prix de Normandie                  | Mathieu Mottier | 90 000 EUR  | Grupp 1 |